# Teágenes de Mégara
Existen sólo unas pocas referencias a la vida de Teágenes de Mégara (en griego antiguo: Θεαγένης ο Μεγαρεύς) entre los autores antiguos, lo que hace casi imposible establecer una vaga biografía. Lo que se sabe sobre él es que fue uno de los primeros tiranos de la Antigua Grecia, posiblemente inspirado por Cipselo de la vecina Corinto. La Retórica de Aristóteles menciona que Teágenes de Mégara pidió una guardia personal. Afirma que «él que está tramando una tiranía, pide un cuerpo de guardia», comparándole con Pisístrato, «que cuando obtuvo su guardia personal, se convirtió en tirano». Es una posible visión de cómo Teágenes maniobró para obtener el control de Mégara y también una idea de que el concepto griego de tirano puede relacionarse con la guardia personal.
Degolló los rebaños de los ricos, como menciona Aristóteles en su Política. Antes de mencionar la masacre de Teágenes, da una idea de cómo pudo haber ocurrido: «Harían esto porque tenían la confianza de la gente, una confianza basada en la hostilidad contra los ricos.» Esto sirve, de nuevo, en Aristóteles, para su comparación con Pisístrato, dirigiendo una revuelta de los «moradores de la llanura». Aristóteles menciona que los militares aspiraban a la tiranía; esto puede insinuar que Teágenes podría haber sido un general de profesión, que podría compararse con Pítaco de Mitilene, el general que se convirtió en tirano.
Tucídides también afirma que Cilón, un vencedor en Olimpia, se casó con una hija de Teágenes. Después de que Cilón hubo consultado al Oráculo de Delfos, los dioses le dijeron que alcanzaría la Acrópolis de Atenas. Fue de Teágenes de quien obtuvo la fuerza. Este tanteó a más de 600 personas del Consejo para ayudar a su yerno, Cilón, a alcanzar el poder en Atenas. Cilón alcanzó el poder «con miras de convertirse en tirano».
Construyó una fuente que todavía puede verse en la moderna Mégara. Esta fuente fue construida en el siglo VII a. C., lo que ayuda a fechar el tiempo de la tiranía de Teágenes. El geógrafo Pausanias menciona de esta fuente que «es digna de verse por su tamaño, y el ornamento y número de sus columnas». Atenágoras de Atenas afirma que Teágenes fue deificado por los habitantes de Tasos, a pesar de «haber cometido asesinato en los Juegos Olímpicos». Plutarco menciona que, después de echar a Teágenes, los megarenses disfrutaron de un gobierno conservador por corto tiempo. Sin embargo, Plutarco no explica la naturaleza del exilio.
Teágenes también es mencionado en La paz de Aristófanes. cuando el coro está persuadiendo a Trigeo de no sacrificar un grueso cerdo para no asociarlo con las «porquerías» de Teágenes.